# Space Truckin'
Space Truckin'  är en låt skriven av medlemmarna i Deep Purple som lanserades på deras album Machine Head 1972 som sjunde och avslutande spår. Låten släpptes aldrig som singel, men tillhör ändå gruppens mer välkända låtar och har ofta framförts på gruppens konserter. Texten är en humoristisk skildring av en rymdresa. När Deep Purple framförde denna låt på scen kunde den bli upp till 20 minuter lång med improviserade gitarr- och orgelpartier av Ritchie Blackmore och Jon Lord. Ett exempel på detta finns på gruppens livealbum Made in Japan där versionen av "Space Truckin'" med sina nästan 20 minuter ursprungligen upptog hela sista skivsidan på dubbel-LPn. I texten återfinns strofen "The fireball we rode was moving" vilket var en referens till gruppens förra album Fireball.